# 巴黎高科
巴黎高科由10所位于巴黎地区的法国著名的工程师大学校组成的学校联盟：
- 国立桥路学校（École des Ponts ParisTech）；
- 生命与环境科学工业学院（Agro ParisTech）；
- 国立高等工程技术学校（Arts et Métiers ParisTech）；
- 国立巴黎高等化学学校（Chimie ParisTech）；
- 国立巴黎高等矿业学校 （MINES ParisTech）；
- 国立巴黎高等电信学校（TELECOM ParisTech （页面存档备份，存于））；
- 国立高等先进技术学校（ENSTA ParisTech （页面存档备份，存于））；
- 巴黎高等物理化工学院（ESPCI ParisTech）；
- 国立统计与经济管理学校（ENSAE ParisTech）；
- 高等光学学校（Institut d'Optique）。